# Frederik VIII van Zollern
Frederik VIII van Zollern bijgenaamd Ostertag (overleden in 1333) was van 1309 tot aan zijn dood graaf van Hohenzollern. Hij behoorde tot het huis Hohenzollern.

## Levensloop
Frederik VIII was de jongere zoon van graaf Frederik VI van Zollern en Kunigunde van Baden, dochter van markgraaf Rudolf I van Baden. In 1309 werd hij na de dood van zijn oudere broer Frederik VII graaf van Zollern: aanvankelijk in gezamenlijke regering met zijn neef Frits I, na diens dood in 1313 alleen. Toen hij samen met zijn broer Frederik VII het graafschap Zollern verdeelde, stichtte hij de Hohenzollerse linie van het huis Hohenzollern.
In oude brieven wordt hij voorgesteld als een vrolijke en vriendelijke persoon die graag veel tijd in familiekringen doorbracht. Volgens een andere auteur was hij ook een vastbesloten man van de oorlog. In de grote machtsconflicten van zijn tijd vocht hij eerst aan Oostenrijkse zijde en daarna aan de zijde van keizer Lodewijk de Beier. 

## Huwelijk en nakomelingen
Frederik VIII was gehuwd met een vrouw wier identiteit onbekend gebleven is. Uit het huwelijk werden de volgende kinderen geboren:
- Frits II (overleden in 1355/1359), graaf van Zollern
- Frederik IX (overleden in 1377), graaf van Hohenzollern, Zwarte Graaflinie
- Frederik Ostertag II (overleden in 1395), prior van de Hospitaalorde van Sint-Jan
- Frederik van Straatsburg (overleden in 1365), graaf van Hohenzollern, Straatsburglinie